# ستيفان بينو
ستيفان بينو (بالصربية: Стефан Пено)‏ مواليد 3 أغسطس 1997 في بلغراد، صربيا والجبل الأسود، هو لاعب كرة سلة غياني. بدأ مسيرته الاحترافية في سنة 2013. يلعب كلاعب هجوم خلفي. يحمل الرقم 16. يبلغ طوله 6 قدم 6 بوصة (2.0 م). لعب مع نادي برشلونة لكرة السلة في الدوري الإسباني لكرة السلة.

## روابط خارجية
- ستيفان بينو على موقع الاتحاد الدولي لكرة السلة (الإنجليزية)
- ستيفان بينو على موقع الدوري الأوروبي لكرة السلة (الإنجليزية)
- ستيفان بينو على موقع الدوري الإسباني لكرة السلة (الإسبانية)
- ستيفان بينو على موقع كرة السلة الأوروبية.كوم (الإنجليزية)
- ستيفان بينو على موقع DraftExpress.com (الإنجليزية)
- ستيفان بينو على موقع ريلجم (الإنجليزية)
- ستيفان بينو على موقع بروبوليرز (الإنجليزية)
- ستيفان بينو على موقع سبورتس رفرنس (الإنجليزية)